# 대전상원초등학교
대전상원초등학교는 대한민국 대전광역시 유성구 상대동에 위치한 공립 초등학교이다.

## 학교 연혁
- 2012. 03. 01 대전상원초등학교 초대 교장 취임
- 2012. 03. 01 대전상원초등학교 19학급, 대전상원 병설 유치원 1학급 편성
- 2012. 03. 02 시업식 및 입학식
- 2012. 03. 07 상원초등학교 24학급 편성(5학급 증설)
- 2013. 02. 15 제1회 졸업식(124명)
- 2013. 03. 01 상원초등학교 25학급, 유치원 2학급 편성
- 2014. 02. 14 제2회 졸업식(107명)
- 2014. 03. 01 상원초등학교 26학급 편성
- 2015. 03. 01 상원초등학교 27학급 편성

## 학교 상징
- 교화 : 목련 - 시련을 극복하고 진선미 결실을 맺는 훌륭한 상원 어린이
- 교목 : 소나무 - 제 실력을 갖춘 상원 어린이의 의젖한 모습처럼 사철 푸르고 꿋꿋한 소나무

## 참고 자료
- 대전상원초등학교 - 한국교육학술정보원 학교알리미